# توانبخشی عصبی
توانبخشی عصبی یک فرایند پزشکی است که هدف آن کمک به بهبود یک سیستم عصبی آسیب دیده و به حداقل رساندن یا جبران هر گونه تغییرات عملکردی اعصاب، ناشی از آن آسیب است.

## وِیژگی‌ها
درموارد آسیب جدی، مانند آسیب ناشی از صدمه دیدن مغز یا ستون فقرات، زندگی بیمار و خانواده اش از لحاظ توانایی‌ها و نحوه زندگی ناگهان به شدت دچار مشکل می‌شود. برای مقابله با این مشکل، فرد و خانواده اش باید شیوه زندگی خود را تغییر داده و فرد به عنوان یک انسان تغییر یافته در جامعه شروع به زندگی کند.
بنابراین، توانبخشی عصبی بر روی مهارت و نگرش فرد آسیب دیده (معلول)، خانواده و دوستانش کار می‌کند. همچنین آن‌ها را به بازسازی عزت نفس و خلق مثبت تشویق می‌کند؛ بنابراین، آن‌ها می‌توانند با شرایط جدید سازگار شوند و برای ادامه فعالیت در جامعه به‌طور متعهد و موفق، توانمند شوند. توانبخشی عصبی می‌بایست:
- جامع:باید ابعاد جسمانی، شناختی، روحی، اجتماعی و فرهنگی، شخصیت، مرحله پیشرفت و شیوه زندگی بیمار و خانواده آنها را پوشش دهد.
- تمرکز بر بیمار: استراتژی‌های خدمات مراقبت‌های بهداشتی باید برای بیمار اختصاصی سازی شود. (و خانواده).
- برنامه مراقبت‌های جامع باید توسط تیمی متخصص از رشته‌های مختلف به نحوی که بیماران مهارت و انگیزه شرکت در کار گروهی را تجربه کنند طراحی و اجرا شود.
- مشارکت همکاری فعال بیمار و خانواده ضروری می‌باشد. بیمار و خانواده باید آگاه باشند و ارتباطی بر مبنای اعتماد با تیم متخصصی از رشته‌های مختلف برقرارکنند.
- درمانی: درمان باید به توانمند سازی بیمار برای به حداکثر رساندن استقلال و کاهش آسیب فیزیکی و کاهش وابستگی به دیگران جهت تحرک، کمک کند.
- مادام العمر: نیازهای متنوع تری در طول زندگی باید با اطمینان از تداوم مراقبت تمام عمر از آغاز آسیب دیدگی تا بالاترین سطح ممکن بهبود عملکرد برآورده شود. این ممکن است شامل پرداختن به مشکلات پزشکی ناشی از آسیب یا بیماریهای آتی در زندگی باشد.
- مراحل درمان باید شامل منابع انسانی و مادی کافی برای حل مؤثر هر یک از مشکلات بیماران باشد.
- کانون توجه جامعه. جامعه لازم است به دنبال راه‌حل‌هایی باشد که برای ویژگی‌های خاص جامعه تطبیق داده شده‌باشد و ایجاد منابع اجتماعی به منظور باسازی ارتباط فرد معلول با جامعه باشد.

## گروه‌های مرسوم درمانی
- بهبودی سکته مغزی[۳]
- فلج مغزی
- بیماری پارکینسون
- آسیب مغز
  - غیرهوازی مغزی
  - آسیب‌های مغزی
- اسکلروز متعدد[۴]
- Post-polio syndrome
- گیلن باره–Barré syndrome

## نحوه عملکرد
توانبخشی عصبی با تمرکز بر تمام جنبه‌های همچون رفاه اجتماعی، مجموعه‌ای از درمان‌های روان‌شناختی تا حرفه ای، تدریس یا آموزش مجدد بیماران در زمینه مهارت‌های حرکتی، فرایندهای ارتباطی و دیگر جنبه‌ها، برنامه روزانه را ارائه می‌دهد. همچنین توانبخشی عصبی بر روی بخش‌های تغذیه، روان‌شناختی و خلاق بهبود بک فرد تمرکز می‌کند.
بسیاری از برنامه‌های توانبخشی عصبی که چه توسط بیمارستان‌ها و چه در کلینیک‌های خصوصی تخصصی ارائه می‌شود، در بسیاری از زمینه‌های مختلف، متخصصان متنوعی را در زمینه‌های مختلف برای بهترین درمان بیماران دارند. این درمان‌ها در طول یک دوره زمانی و اغلب در طول عمر یک فرد، به فرد و خانواده اجازه می‌دهد که زندگی مستقل و مستقلی داشته باشند.
در حالی که زمینه توانبخشی عصبی نسبتاً جدید است، بسیاری از درمان‌ها بحث‌برانگیز هستند و در حالی که برخی از آن‌ها بر مرزهای فناوری در نظر گرفته می‌شوند، ممکن است تحقیقات کمی برای حمایت از این که آیا پیشرفت مفید حاصل می‌شود یا خیر، وجود داشته باشد. اوج توانبخشی عصبی بسیاری از زمینه‌های مختلف برای ارائه بهترین مراقبت و آموزش برای بیماران مبتلا به آسیب‌ها یا بیماری‌هایی است که سیستم عصبی آن‌ها را تحت‌تاثیر قرار می‌دهد.

## انواع
مهم‌ترین روش‌های درمانی آن‌هایی هستند که به مردم در زندگی روزمره‌شان کمک می‌کنند. این‌ها شامل فیزیوتراپی، کاردرمانی(occupational therapy)، درمان روان‌شناختی، گفتار درمانی، درمان بینایی و درمان زبان و درمان‌هایی که بر عملکرد روزمره و ورود مجدد به جامعه هستند. توجه ویژه‌ای به بهبود تحرک و قدرت داده می‌شود، چرا که این کلید استقلال فرد است..
فیزیوتراپی شامل کمک به بیماران برای بازیابی توانایی فعالیت‌های فیزیکی است که شامل: دوره تعادل، آنالیز راه رفتن و آموزش، بازآموزی عصبی عضلانی، مشاوره ارتوپدی و درمان آکوامیک است. کاردرمانی به بیماران در فعالیت‌های روزمره به بیماران کمک می‌کند. برخی از این موارد عبارتند از: مدیریت خانگی و آموزش ایمنی، آموزش شناختی برای حافظه، توجه، پردازش و کارکرده‌ای اجرایی است. هم چنین ممکن است شامل تقویت و آموزش عصبی - عضلانی و توسعه مهارت‌های ادراکی بصری نیز باشد. سخنرانی - زبان شروع به ارائه توان‌بخشی شناختی و همچنین اهدافی است که بر آموزش در زندگی تأکید می‌کنند، تغییر دهند که باعث افزایش استقلال فرد می‌شوند. گفتار و زبان درمانی شامل کمک به بیماران با مسایل ارتباطی است. روان‌شناسی شامل کمک به بیماران با تغییر آن‌ها، اغلب به‌طور کلی شرایط به خصوص مقابله با هویت تغییر یافته خود به عنوان نتیجه از سازگاری با تغییرات ناشی از آسیب مغزی است.

## تحولات تکنولوژیکی
در دهه گذشته با کمک علم و تکنولوژی، ما بیشتر با مغز انسان و عملکرد آن آشنا شده‌ایم. توسعه در تکنیک‌های تصویر برداری عصبی دامنه و خروجی، توانبخشی عصبی را به شدت افزایش داده‌است. در حال حاضر دانشمندان با استفاده از مرزهای فناوری، توانبخشی عصبی را برای ارائه درمان جهت بهبود بیماران با مشکلات سیستم عصبی استفاده می‌کنند. به‌طور خاص، استفاده از رباتیک در توانبخشی عصبی بیشتر و بیشتر می‌شود.
شبیه‌سازی واقعیت مجازی و بازی‌های ویدیویی به بیماران امکان یک روش تعاملی برای کشف و بازسازی جنبه‌های مختلف زندگی و محیط‌های آن‌ها را می‌دهد در حالی که فرایند درمان توسط درمانگران و پزشکان مشاهده می‌شود. این دستگاه‌های شبیه‌سازی همراه با دیگر تکنولوژی‌های روباتیک، درمان به بیمارانی که سکته، ضربه‌های مغزی، دیگر اسیب‌های مغز یا نخاع را دارند را ارائه می‌دهند. ترکیب این دو تکنولوژی این امکان را می‌دهد که خیلی زودتر از آن ممکن است بهبود امکان‌پذیر شود و در نتیجه دوره بازگشت کوتاه شود. .

## نگاه کنید
- توانبخشی (نوروسایکولوژی)
- Neurophysiotherapy
- علوم اعصاب

## یادداشت
موضوعات این مقاله را از انستیتو Guttmann که با مجوز آزاد گنو / GFDL موافقت می‌کند، برگرفته شده‌است.

## لینک‌های بیشتر
- Institut Guttmann
- Instituto Caren de Neurorehabilitación
- Infography about Neurorehabilitation
- World Federation of Neurorehabilitation
- Hunters Moor Neurorehabilitation Centre in UK